# Митджет Россия
Митджет Россия (Mitjet Russia) — кузовной чемпионат по автомобильным кольцевым гонкам в России. Наивысший статус соревнований — Кубок России (только в 2011 году). Гоночная серия Mitjet создана во Франции гонщиком Жаном-Филиппом Дайро в 2006 году, организатор серии в России с 2014 года — компания Arctic Energy.

## История Митджет Россия

### Рождение серии во Франции
Родина Митджетов — Франция. В 2007 году известный гонщик Жан-Филипп Дайро сконструировал гоночный автомобиль, обеспечивающий разгон до 100 км/ч за 3,6 секунды, массой 529 килограммов, с простым управлением и сравнительно низкой стоимостью.

### Митджет 1.3 в России

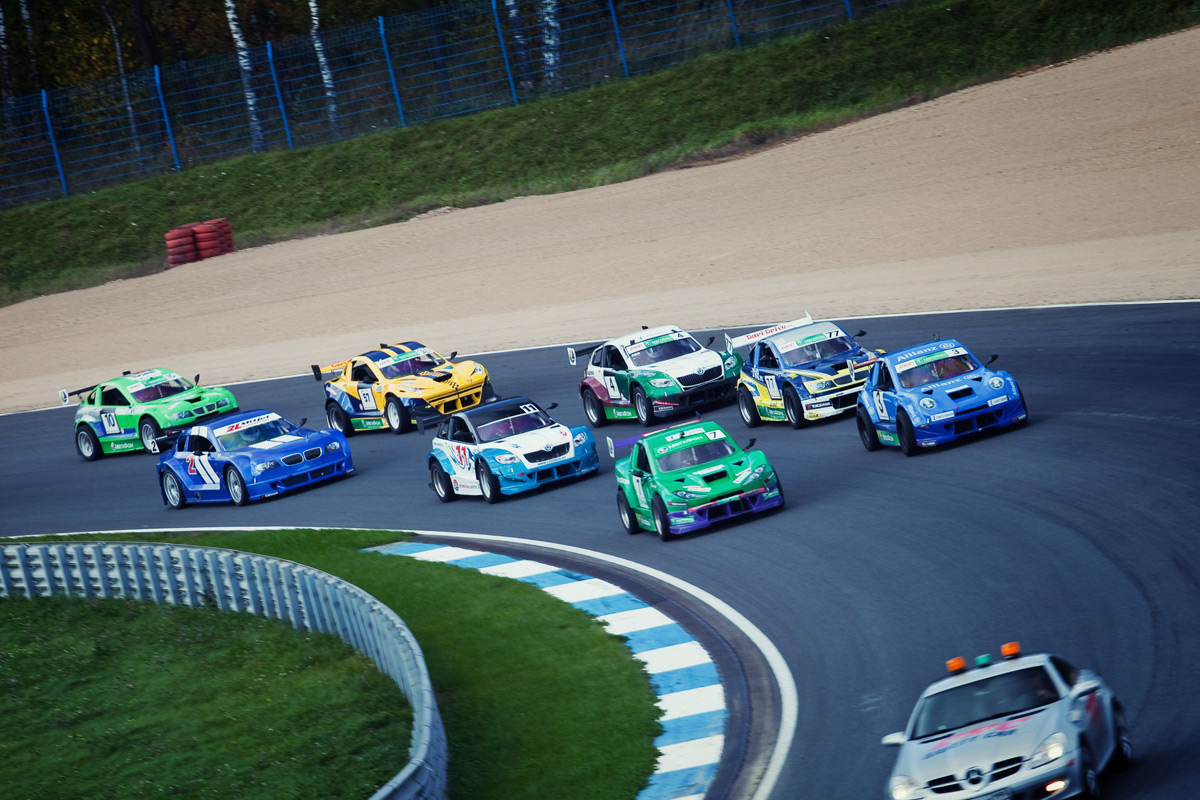
Заезд прототипов MitJet 1.3 в 2012 году, трасса Смоленское кольцо

В 2011 году Российская Автомобильная Федерация (РАФ) утвердила гоночную серию Митджет 1.3, состоящую из двух гоночных сезонов — зимнего и летнего.
Дебют гоночной серии Митджет 1.3 в России состоялся на автодроме Тушино Ринг. Первыми победителями Кубка Митджет в России стали Олег Петриков из Смоленска (1 место), Владимир Чарчиян из Москвы (2 место) и Владимир Бурцев из Курска (3 место). Всего за зимний сезон-2011 в Кубке было проведено 4 этапа.
В сезоне-2011 состоялось 8 этапов Кубка Митджет. В летнем сезоне-2012 было проведено 8 этапов.

### Митджет 2.0 в России
20-21 декабря 2014 года на Сочи Автодроме состоялись первые тренировочные заезды Митджет 2.0 в России.
Тесты прошли в рамках подготовки к первому этапу Открытого чемпионата Краснодарского края по кольцевым гонкам в классе Mitjet, который состоялся в Сочи 3-4 января 2015 года.

## Гонки серии

### Сезон 2015

#### Открытый Чемпионат Краснодарского края
Состоял из четырёх этапов. Первый этап прошел 3-4 января. Финальным этапом стал «Кубок Победы», проходивший 9-10 мая. Все гонки проходили на трассе Сочи Автодром, спроектированной для гонок Формулы-1.
- 1 этап — 3-4 января
- 2 этап — 24-25 января
- 3 этап — 7-8 февраля
- 4 этап — 14-15 февраля
- 5 этап — 9-10 мая — «Кубок Победы»[6]

#### Чемпионат Arctic Cup
Чемпионат проходил 9-10 мая в рамках «Кубка Победы», посвященного 70-летию победы в Великой Отечественной войне.
- 1-й этап — 9-10 мая — Сочи Автодром — «Кубок Победы»[8]
- 2-й этап — 29-31 мая — Сочи Автодром — «Кубок Наций»[9]
- 3-й этап — 19-21 июня — Сочи Автодром — совместно c TCR International Series[англ.] и РСКГ[10]
- 4-й этап — 11-12 июля — Казань Ринг — совместно c РСКГ[11]
- 5-й этап — 17-18 июля — Казань Ринг
- 6-й этап — 3-4 октября — Moscow Raceway
- 7-й этап — 31 октября-1 ноября — Сочи Автодром

#### Первенство России на Кубок РАФ серии Митджет 2.0
Первенство России на Кубок РАФ состоит из 3 этапов, проходящих совместно с Российской серией кольцевых гонок.
- 1-й этап — 5 — 6 сентября — Moscow Raceway — совместно c РСКГ
- 2-й этап — 3 — 4 октября — Сочи Автодром (перенесено из-за реконструкции полотна трассы в Сочи)
- 3-й этап — 7 — 8 ноября — Сочи Автодром

### Сезон 2016
В 2016 году состоится не менее 7 этапов в статусе Кубка России. Помимо статусного чемпионата за звание обладателя Кубка России, планируется проведение других чемпионатов.

### Сезон 2020
В 2020 году пилоты на Митджет 2.0 принимали участие в Российской серии кольцевых гонок, в заездах класса Спортпрототип CN. 

### Сезон 2021-2023
В 2021 по 2023 год, количество участников на автомобилях MitJet 2.0 неуклонно сокращается, если в 2021 в рамках Российской серии кольцевых гонок, в классе Спортивных прототипов CN, принимало участие  до 5 атомобилей, то в 2023 году, на старт выходит всего 1 (один) автомобиль MitJet 2.0, сильно уступая в массовости и по скорости автомобилям CN1600 527_ShortCut (более 20 автомобилей 527_ShortCut на всех этапах РСКГ 2023 года). 

## Организаторы
С 2014 года дистрибьютором и промоутером гоночной серии Митджет 2.0 в России является компания Arctic Energy.

## Автомобили

### Митджет 2.0

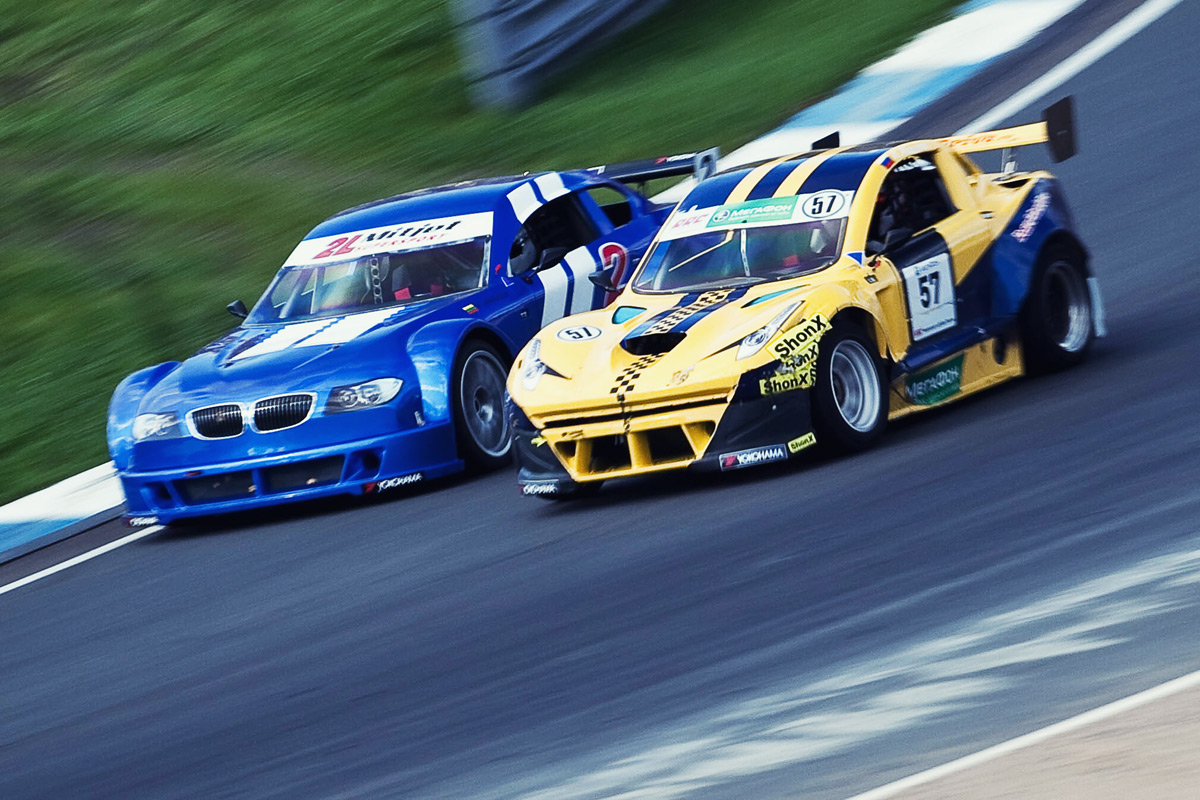
MitJet2.0 и MitJet1.3

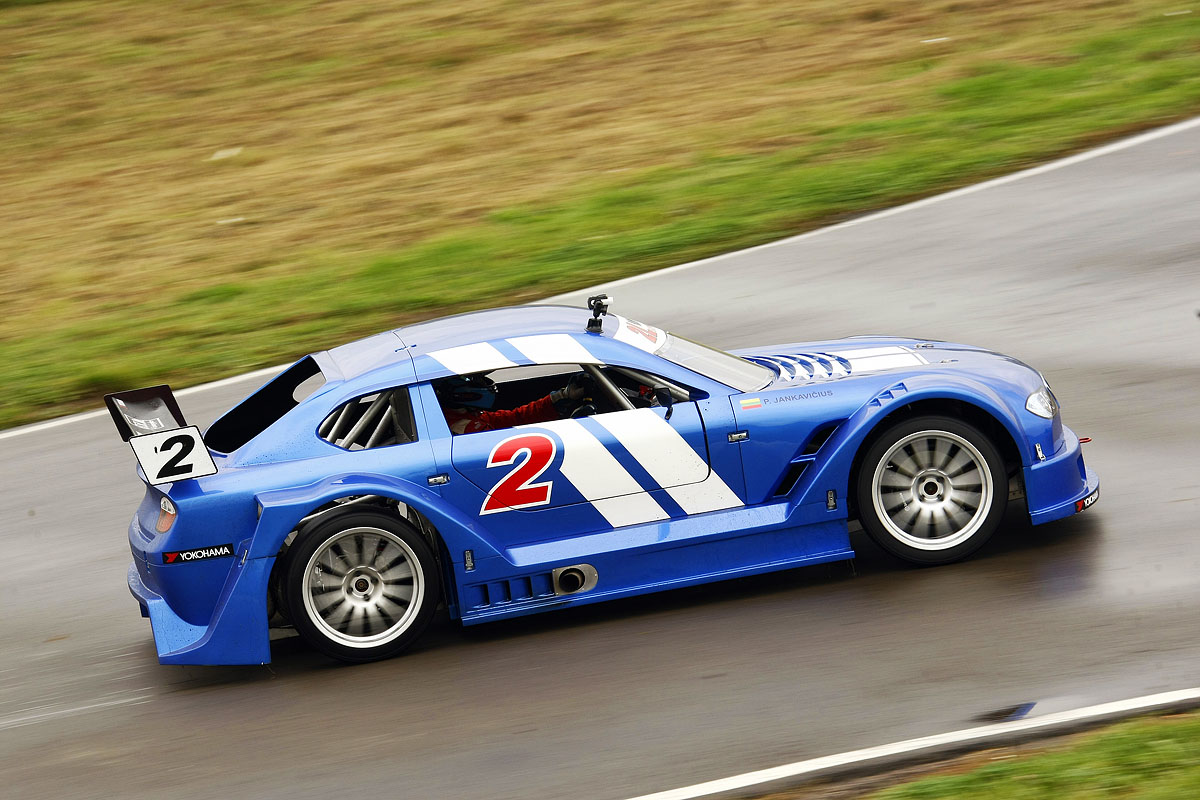
Митджет 2.0

Митджет 2.0 — это прототип, с аппликациями на кузовных панелях, напоминающих дизайн автомобилей марок Audi, Mercedes, BMW, Bugatti. В отличие от большинства автомобилей подобного формата, прототип Митджет является двухместным.
Технические характеристики
- Двигатель Renault F4R RFS — 2-литровый 16-клапанный
- Мощность 235 л. с.
- Шестиступенчатая секвентальная коробка передач Sadev (6+задняя)
- Привод — на заднюю ось, дифференциал с блокировкой
- Дисковые тормоза на всех колесах
- Шины 265/35/18
- Пространственный трубчатый каркас
- Кузов из стеклопластика
- Вес 750 кг
- Бак 45 литров
- Автономия (продолжительность гонки на одной заправке) 1:15
- Диски R18
- Три типа кузова (Audi, Mercedes, BMW)
- Размеры: Длина 4100 мм
- Ширина 1800 мм
- Высота 1300 мм

## Фотогалерея

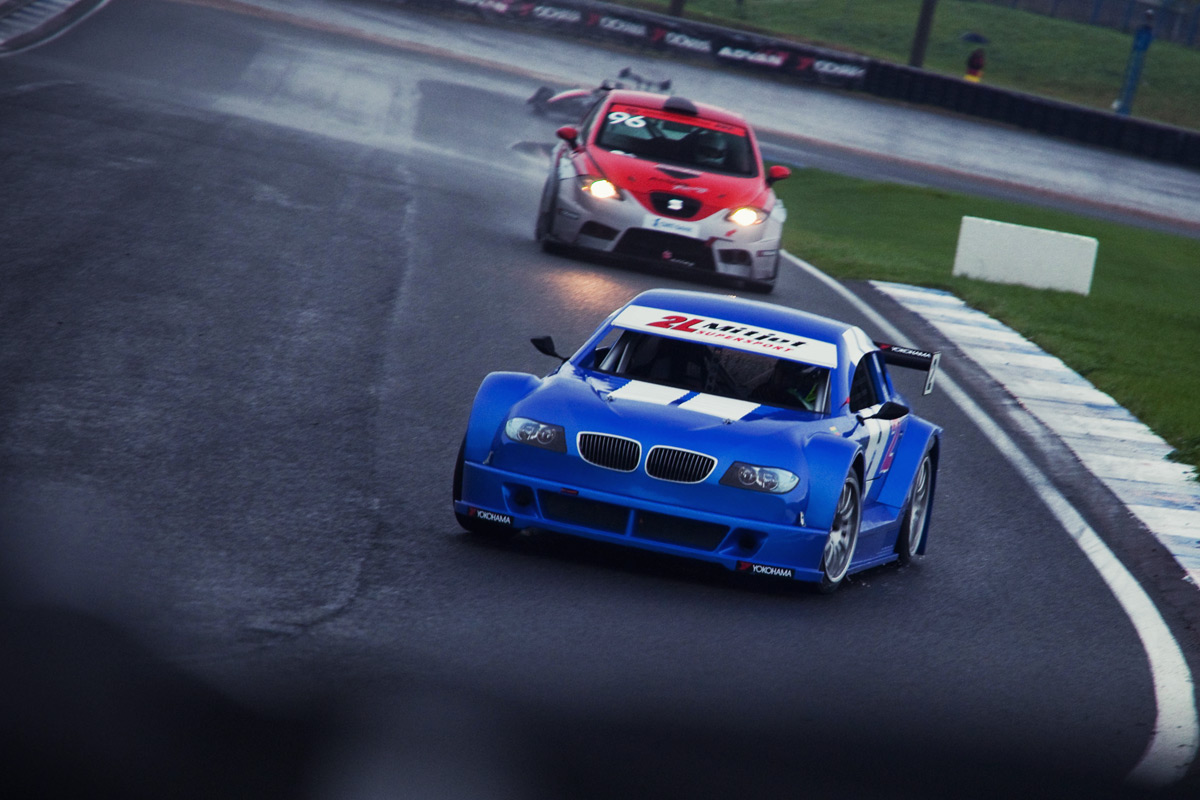
МитДжет 2.0 на 8 этапе RRC
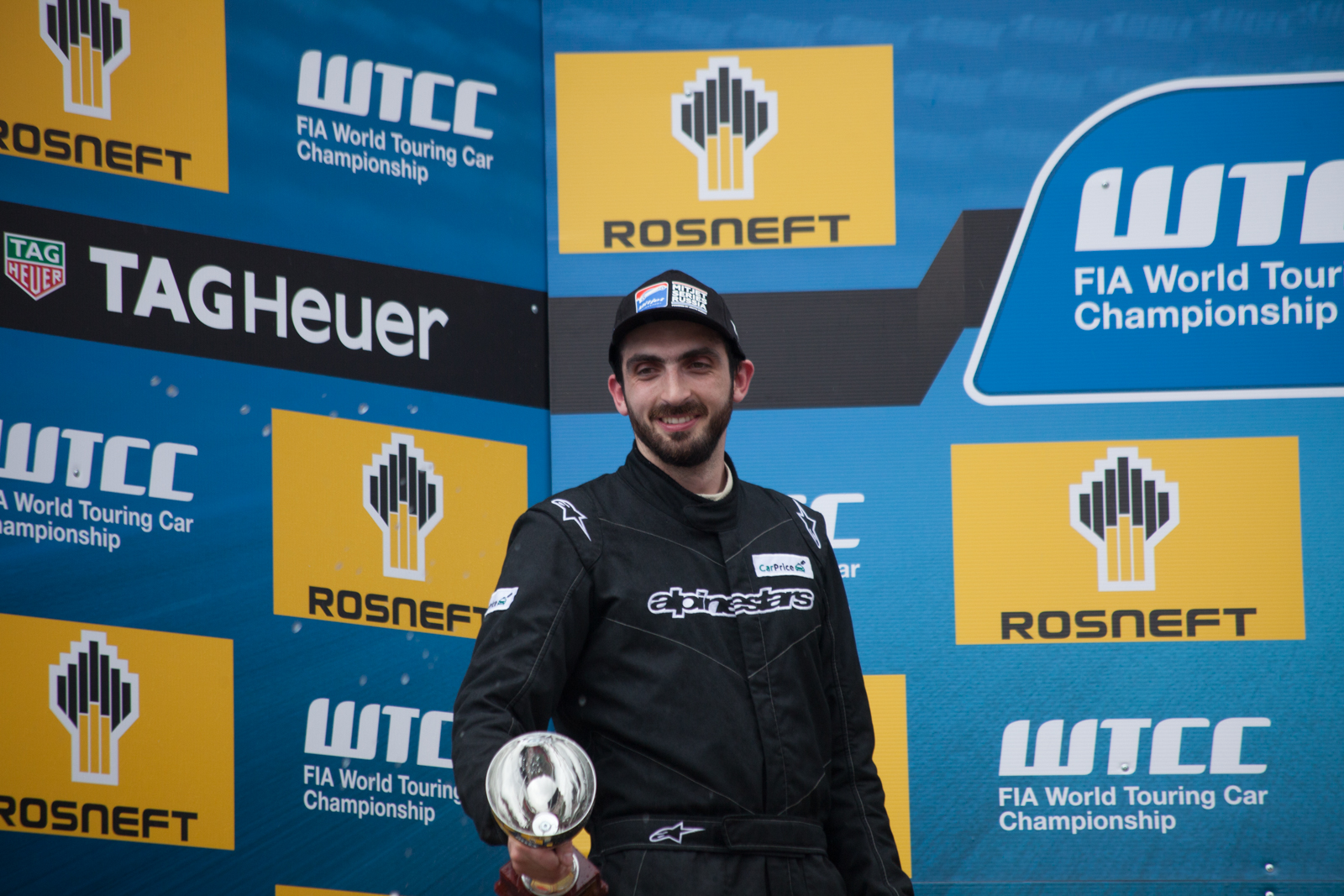
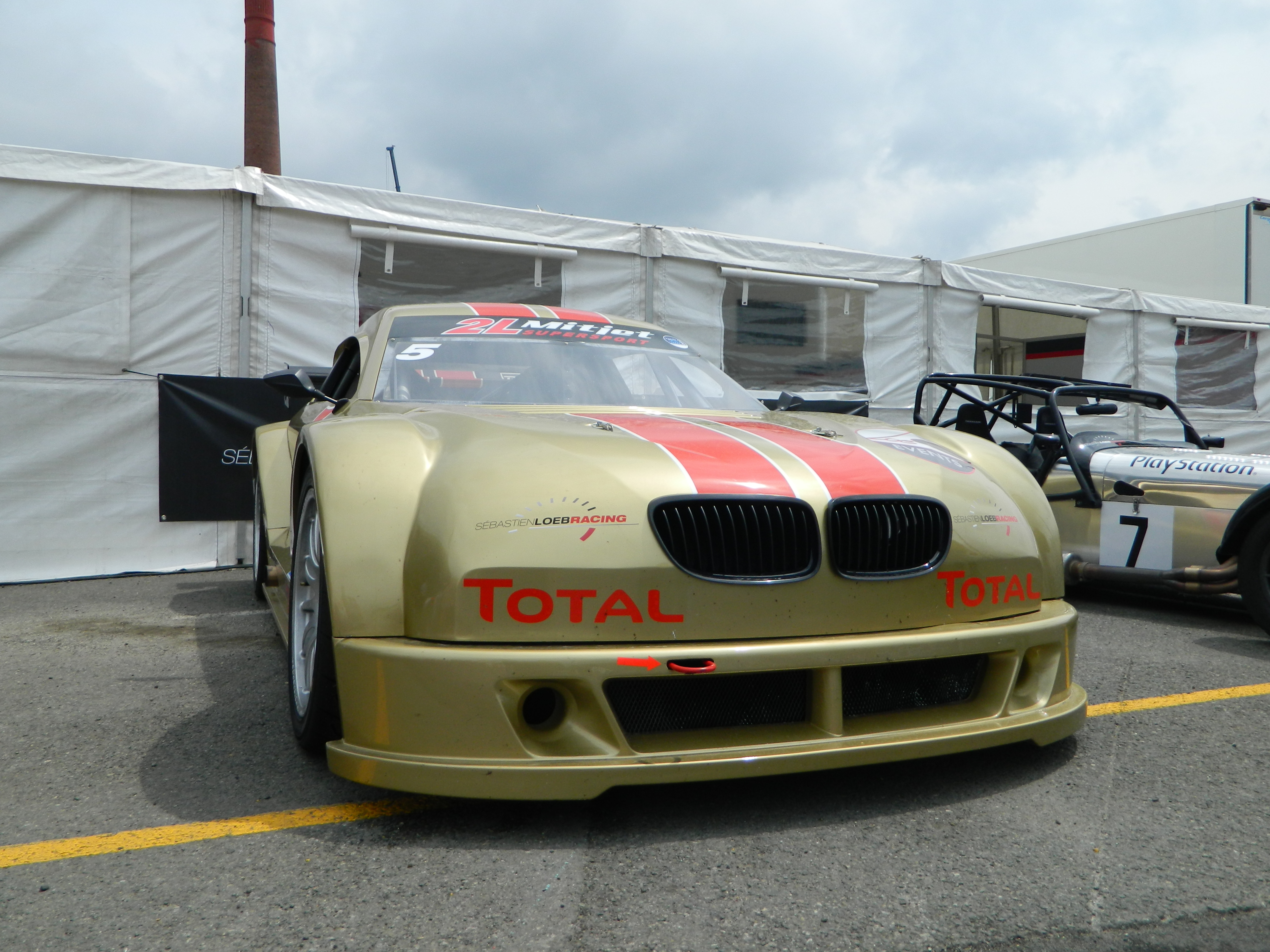
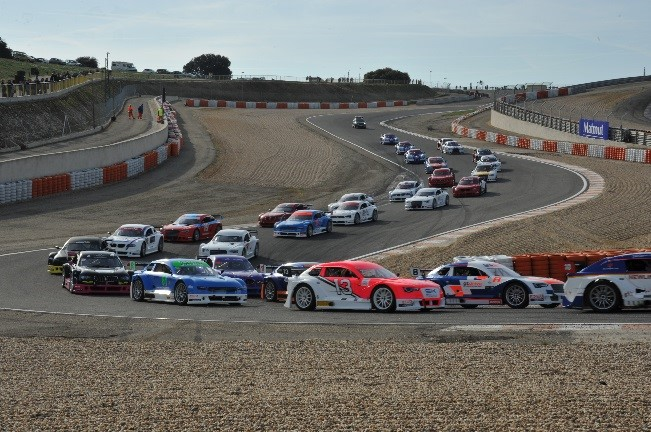